# Ecología acústica
La ecología acústica, también llamada ecoacústica o estudios del paisaje sonoro, es una disciplina que estudia la relación mediada a través del sonido entre los seres vivos y su ambiente.
La ecología acústica se inició en los años 60 con R. Murray Schafer y su equipo conformado por miembros de la universidad Simon Fraser University (Vancouver, Canadá) como parte del proyecto llamado World Soundscape Project. El equipo original de WSP estaba compuesto por Barry Truax y Hildegard Westerkamp, Bruce Davies y Peter Huse, entre otros. El primer estudio producido por la WSP fue llamado The Vancouver Soundscape. El interés en esta área creció enormemente después de este pionero e innovativo estudio y el área de la ecología acústica cobró interés en investigadores y artistas de todo el mundo. En 1993, los miembros de la ahora grande y activa comunidad internacional ecológica acústica fundaron el World Forum of Acoustic Ecology.
Cada tres años desde la fundación de la WFAE's en Banff, Canadá, en 1993, una junta internacional ha tenido lugar. Estocolmo, Ámsterdam, Devon, Peterborough, y Melbourne siguieron con dichas juntas. En noviembre del 2006, la junta de la WFAE tuvo lugar en Hirosaki, Japón. La última conferencia del WFAE tuvo lugar en Koli, Finlandia.  (enlace roto disponible en Internet Archive; véase el historial, la primera versión y la última)..
Desde sus raíces en la sociología y el arte de la radio sonora de Schafer y sus colegas, la ecología acústica se ha expresado en muchos campos diferentes.La mayoría han tenido inspiración en los escritos de Schafer, sin embargo en los años recientes ha habido divergencias saludables. Entre las nuevas expresiones ampliadas de la ecología acústica, ha crecido la atención a los impactos sonoros de la construcción de carreteras y aeropuertos, redes extendidas de "fonogramas" explorando el mundo a través del sonido, la ampliación de la bioacústica, es decir el uso del sonido por los animales, para considerar la subjetividad y objetividad de la respuesta de los animales a los sonidos humanos, incluyendo el incremento del uso de la ecología acúsitica en la literatura, y los efectos populares de los sonidos humanos en los animales, e incluso capturando la mayor atención con sonidos del océano. Otro resultado importante para la evolución de la ecología acústica son los estudios de la composición de los paisajes sonoros.

## Lista de obras de composición

### "Dominion" de Barry Truax
"Dominion" toma a los oyentes en una jornada acústica a través de Canadá. El trabajo empieza con disparo de un cañón en el puerto de St. John's en Newfoundland y continúa hacia el este, grabando sonidos como las campanas de la Peace Tower bell en Ottawa y la O Canada Horn en Vancouver. Una orquesta de 12 piezas, representan las 10 provincias y luego los dos territorios, llevando a los oyentes a través del trabajo, junto con el silbato de un tren Canadian Pacific Railway, representando el ferrocarril que por primera vez conectó a Canadá con hace más de un siglo. Source: "Science of Sound", Canadian Geographic Online.

### Ecología Acústica Arqueolopedos
Marc E. Moglen (2007) recreó sonidos prehistóricos (Ecología Acústica) en el Departamento de Antropología de la Universidad de California, Berkeley, combinando técnicas de composición con grabaciones de sitios para una pieza no diegética en el mundo virtual de Second Life, en la "Isla de Okapi". 
En el Centro de Nuevos Medios del entorno de la ecología acústica de la antigua escena del jazz en Oakland, California fue desarrollada para un entorno de mundo virtual.

### "Soundmarks of Canada" de Peter Huse
"Una composición que recrea el perfil comunitario acústico de sonidos únicos encontrados en lugares de Canadá, de costa a costa.Fuente: Soundscapes of Canada.